# San Juanillo (1578)
Il galeone San Juanillo andò perso per naufragio nel 1578 lungo la costa del Pacifico della Penisola di Bassa California mentre navigava sulla rotta dei galeoni di Manila.

## Storia
Il galeone San Juanillo parti da Manila nel luglio 1578 con circa 100 persone a bordo, trasportando  blocchi di cera d'api indonesiana da cui si ricavavano candele da chiesa e altri beni, seta, e porcellana cinese, spezie, e altri beni commerciali esotici. Il San Juanillo era al comando del generale capitano Juan de Ribera nominato dal governatore delle Filippine Francisco de Sande.  Dopo aver attraversato lo Stretto di San Bernardino, e essersi inoltrato nell'Oceano Pacifico, la nave  scomparve senza lasciare apparentemente alcuna traccia. A causa del tempo inclemente o di una epidemia di scorbuto, la nave non raggiunse mai Acapulco, in Messico. Tra la fine del 1578 e l'inizio del 1579 il San Juanillo fece naufragio sulla costa del Pacifico della desolata penisola di Bassa California.  Nessun membro dell'equipaggio sopravvisse al naufragio.
Nel settembre del 1977 un gruppo di beachcomber americani, tra cui Cindy Navarre e Leysl Muñoz trovò delle porcellane su una spiaggia della Baja California. Nel 1997 si tenne una mostra presso il Los Angeles County Museum of Art che includeva alcuni frammenti di porcellana.
Leggendo la pubblicazione associata, Chinese Ceramics in Colonial Mexico, edita nell'agosto 1997 da George Kuroyama, Saryl ed Edward Von der Porten furono portati a credere che ci dovesse essere il relitto di uno sconosciuto galeone di Manila sulla costa del Pacifico della Baja di California.  Edward Von der Porten contattò l'archeologo marino Jack Hunter al fine di eseguire delle ricerche il loco,  e verso la fine dell'anno fu a sua volta contattato dall'archeologo Eric Ritter a riguardo di alcuni frammenti di tipi di porcellana trovati in uno scavo in un campo di nativi americani nomadi.
Clarence Sanġraw esaminò queste porcellane stabilendo che erano di provenienza cinese, prodotte nei forni della città di Jingdezen tra il 1573 e il 1600, durante il regno dell'imperatore Wanli.
I negoziati con i beachcomber Cindy Navarre e Leysl Muñoz per rivelare dove si trovasse il relitto furono lunghi, e solo nel gennaio 1999 l'archeologo Ritter fu in grado di determinare che i frammenti di porcellana erano stati trovati in un remoto sito della Baja California. Il 12 febbraio dello stesso anno Ritter ricevette una email con le coordinate del sito e con il supporto dell'editore anziano per le esplorazioni del National Geographic, Peter Miller, venne organizzata la prima spedizione di ricerca insieme a un beachcomber che aveva lo pseudonimo di "Thomas". Hunter riuscì a convincere "Thomas" a far esaminare la sua collezione di porcellane da George Kuroyama, il quale appena le vide disse subito che erano porcellane cinesi che dovevano provenire da uno dei galeoni di Manila.
Allora Ritter contattò Julia Bendínez Patterson direttore del locale dipartimento dell'Instituto Nacional de Antropología e Historia (INAH) messicano e ciò portò alla prima spedizione archeologica, partita il 24 giugno 1999, e composta da Eric e Pat Ritter, Steve Lowe, Mike Raven, Jeff Lough, Jeff Ferguson, Gene Luke, Cindy Navarre, e Pat e Eric va der Porten. Il 28 giugno avvenne la prima prospezione sul sito del naufragio che portò subito alla scoperta di ceramiche appartenenti al regno dell'imperatore Xuande (1426-1435).
Alla prima seguirono un totale di quasi venti spedizioni archeologiche in venti anni. In questo periodo vi fu la partecipazione di americani e del governo messicano, di archeologi privati, privati cittadini, operatori della pesca, musei, università, così come di ceramisti, tecnici specializzati, traduttori di documenti, studenti, fotografi, artisti, scrittori ed editori.
Complessivamente, il progetto ha raccolto 1293 frammenti di porcellana, due ciotole complete, 437 frammenti di gres, 77 blocchi di cera d'api, 274 frammenti di fogli di piombo, sei frammenti di ceramica iberica e 50 piccoli reperti di metallo tra cui un leone buddista cinese in bronzo, uno specchio cinese in bronzo, una serie di giunti cardanici della bussola. La ricerca negli archivi ha indicato che vi erano solo pochi galeoni di Manila "scomparsi senza lasciare tracce" alla fine del XVI secolo. Si poteva dire con certezza che questa nave era una nave a tre alberi lunga circa cento piedi.
Attraverso l'analisi della porcellana, gli archeologi sono stati in grado di restringere la data del relitto dal 1574 al 1579 circa. Von der Porten constatò che su uno dei grandi blocchi da trenta libbre di cera d'api filippina vi erano buchi di vermi del diametro fino a tre centimetri di diametro. I vermi del particolare tipo Teredo navalis che viveva nell'acqua salata e distruggeva il legno degli scafi se non ricoperti con lastre di piombo, o più tardi di rame, non poteva sopravvivere nell'arido paesaggio desertico e  non avrebbero potuto attaccare lo scafo dall'esterno mentre era a galla, perché il rivestimento esterno di piombo dello scafo li avrebbe tenuti fuori.
Questi vermi dovevano aver attaccato la cera d'api all'interno dello scafo, cosa impossibile in mare dove veniva svuotato ogni quattro ore con l'azione delle pompe di sentina. Quindi le perforazioni dovevano essere avvenute dopo il naufragio quando l'equipaggio aveva smesso di pompare e l'acqua di mare è penetrata nello scafo, con le larve di Teredo navalis che nuotavano al suo interno. La cera d'api è stata perforata dall'interno mentre era immersa ma ancora intatta. Un biologo marino stabilì che i vermi, per penetrare così in profondità, avrebbero dovuto essere immersi nell'acqua nello scafo per almeno un anno. Von der Porten si rese conto che l'unico modo per cui ciò sarebbe potuto accadere era se la nave si fosse arenata dolcemente sulla riva, e solo se l'equipaggio fosse morto, morente o incapace di controllarla, permettendo al vento prevalente di spingerla dalla sua rotta verso sud sulla spiaggia in lieve pendio. Se qualcuno dei membri dell'equipaggio era ancora vivo il giorno in cui la nave si è arenata sulla riva, non è mai sopravvissuto per raccontarlo.
Interpretazione del sito, analisi dei manufatti e una meticolosa ricerca documentaria ha portato alla definitiva identificazione del galeone perduto come del San Juanillo, e non del San Felipe come precedentemente suggerito da Edward Von der Porten.

### Fonti
1. 1 2 3  Von der Porten 2019, p. 95.
2. 1 2 3 4 5 6 7 8 9 10 11 12 13 14 15 16 17 18 19 20 21  Mex Connect.
3. ↑  Von der Porten 2019, p. 6.
4. 1 2 3  Von der Porten 2019, p. 1.
5. ↑  Von der Porten 2019, p. 4.
6. 1 2  Von der Porten 2019, p. 5.
7. ↑  Von der Porten 2019, p. 7.
8. ↑  Von der Porten 2019, p. 8.
9. ↑  Von der Porten 2019, p. 23.
10. ↑  Von der Porten 2019, p. 24.
11. ↑  Von der Porten 2019, p. 27.